# 嘎玛寺 (林周县)
嘎玛寺，位于西藏自治区拉萨市林周县阿朗乡拉康村，是一座藏传佛教寺院。

## 简介
嘎玛寺位于西藏自治区拉萨市林周县阿朗乡拉康村，为藏传佛教寺院。
2012年，该寺的僧人阿旺平措被评为西藏自治区爱国守法先进僧尼。